# Shandon Anderson
Shandon Anderson é um ex-jogador de basquete norte-americano que foi campeão da Temporada da NBA de 2005-06 jogando pelo Miami Heat.